# Phaonia ripara
Phaonia ripara este o specie de muște din genul Phaonia, familia Muscidae, descrisă de Liu și Xue în anul 1996.
Este endemică în Liaoning. Conform Catalogue of Life specia Phaonia ripara nu are subspecii cunoscute.